# Transporttrauma
Onder transporttrauma, ook wel vervoerstrauma genoemd wordt verstaan het letsel, of bijkomend letsel, dat ontstaat door ondeskundige wijze van verplaatsen en vervoeren van zieken en gewonden. Een transporttrauma kan ontstaan indien het vervoer plaatsvindt met een vervoermiddel dat daar onvoldoende voor is toegerust en/of waarbij voorafgaande aan het vervoer stabiliserende maatregelen zijn nagelaten. Een veel gebruikt hulpmiddel om transporttrauma te voorkomen is een wervelplank.
Het transporttrauma kan overal optreden: op de plaats van het ongeval, tijdens het vervoer per ambulance, bij overdracht van ambulance naar de spoedeisende hulp, van de spoedeisende hulp naar de operatiekamer enz. Ook overtillen is een belasting voor het slachtoffer dat kan leiden tot het transporttrauma.
Reeds bestaande letsels, bijvoorbeeld fracturen en bloedingen, kunnen verergeren. Ook kan de algemene toestand van een ernstig gewond verkeersslachtoffer tijdens het transport in een ambulance verslechteren omdat deze aan versnellingen, schokken en trillingen wordt blootgesteld. 
De rijstijl van de chauffeur (snel optrekken en remmen, scherpe bochten nemen), de rij- en veringkarakteristieken van de ambulancewagen en oneffenheden in het wegdek zorgen voor versnellingen, trillingen, schokken en stoten op het menselijk lichaam in een driedimensionaal vlak die elkaar kunnen versterken.
Ter beperking van deze invloeden kan een z.g. zwevende brancard worden geplaatst (in Duitsland schwebetisch genoemd).
Ook kunnen andere belastende lichamelijk en psychische factoren hierbij van invloed zijn, zoals lawaai (sirene), omgevingstemperatuur, relatieve vochtigheid.